# Schlumbergerina
Schlumbergerina es un género de foraminífero bentónico de la familia Schlumbergerinidae, de la superfamilia Rzehakinoidea, del suborden Schlumbergerinina y del orden Schlumbergerinida. Su especie tipo es Schlumbergerina areniphora. Su rango cronoestratigráfico abarca el Holoceno.

## Discusión
Clasificaciones previas incluían Schlumbergerina en la subfamilia Siphonapertinae, de la familia Hauerinidae, de la superfamilia Milioloidea, del suborden Miliolina y del orden Miliolida.

## Clasificación
Schlumbergerina incluye a las siguientes especies:
- Schlumbergerina alveoliniformis
- Schlumbergerina areniphora